# Campionato mondiale di hockey su ghiaccio 1973
Il 40º Campionato mondiale di hockey su ghiaccio, valido anche come 51º campionato europeo di hockey su ghiaccio, si tenne nel periodo fra il 31 marzo e il 15 aprile 1973 in Unione Sovietica, nella capitale Mosca. La città aveva già ospitato il campionato mondiale una sola volta in occasione dell'edizione del 1957. Tutte le partite vennero disputate nel Palazzo dello sport presso lo Stadio Centrale Lenin. Il gruppo B si giocò a Graz in Austria, mentre il gruppo C si svolse in diverse città dei Paesi Bassi.
All'edizione del 1973 si iscrissero 22 nazionali suddivise nei tre gruppi A, B e C. Il Gruppo A si disputò con un doppio girone all'italiana per un totale di dieci partite, e dopo la sconfitta a sorpresa dell'ultima edizione tornò al successo l'
Unione Sovietica finendo il torneo con 100 reti segnate e 10 vittorie su 10 gare giocate, migliorando così il record del 1965 con 7 vittorie su 7 partite. Al secondo posto giunse la Svezia mentre la medaglia di bronzo andò alla Cecoslovacchia campionessa uscente. Venne retrocessa la Germania Ovest, sostituita dalla Germania Est vincitrice del Gruppo B.

## Campionato mondiale Gruppo A

### Girone finale
| Mosca 31 marzo 1973, ore 16:00 | Cecoslovacchia | 14 – 1 (3-0; 6-0; 5-1) | Polonia | Palazzo dello Sport (10.000 spett.) |

| Mosca 31 marzo 1973, ore 19:30 | Unione Sovietica | 17 – 1 (7-1; 6-0; 4-0) | Germania Ovest | Palazzo dello Sport (14.000 spett.) |

| Mosca 1º aprile 1973, ore 16:00 | Svezia | 11 – 2 (3-1; 2-1; 6-0) | Polonia | Palazzo dello Sport (10.000 spett.) |

| Mosca 1º aprile 1973, ore 19:30 | Finlandia | 8 – 3 (3-1; 3-0; 2-2) | Germania Ovest | Palazzo dello Sport (10.000 spett.) |

| Mosca 2 aprile 1973, ore 16:00 | Cecoslovacchia | 0 – 2 (0-0; 0-0; 0-2) | Svezia | Palazzo dello Sport (12.000 spett.) |

| Mosca 2 aprile 1973, ore 19:30 | Unione Sovietica | 8 – 2 (3-0; 1-2; 4-0) | Finlandia | Palazzo dello Sport (12.000 spett.) |

| Mosca 3 aprile 1973, ore 16:00 | Cecoslovacchia | 4 – 2 (1-0; 2-1; 1-1) | Germania Ovest | Palazzo dello Sport (8.000 spett.) |

| Mosca 3 aprile 1973, ore 19:30 | Unione Sovietica | 9 – 3 (2-1; 4-1; 3-1) | Polonia | Palazzo dello Sport (12.000 spett.) |

| Mosca 4 aprile 1973, ore 16:00 | Germania Ovest | 2 – 8 (1-1; 0-4; 1-4) | Svezia | Palazzo dello Sport (10.000 spett.) |

| Mosca 4 aprile 1973, ore 19:30 | Polonia | 0 – 5 (0-2; 0-1; 0-2) | Finlandia | Palazzo dello Sport (8.000 spett.) |

| Mosca 5 aprile 1973, ore 16:00 | Svezia | 3 – 2 (0-1; 0-0; 3-1) | Finlandia | Palazzo dello Sport (12.000 spett.) |

| Mosca 5 aprile 1973, ore 19:30 | Cecoslovacchia | 2 – 3 (1-1; 0-1; 1-1) | Unione Sovietica | Palazzo dello Sport (12.000 spett.) |

| Mosca 6 aprile 1973, ore 19:30 | Germania Ovest | 4 – 2 (1-2; 2-0; 2-1) | Polonia | Palazzo dello Sport (10.000 spett.) |

| Mosca 7 aprile 1973, ore 16:00 | Cecoslovacchia | 4 – 2 (3-1; 1-1; 0-0) | Finlandia | Palazzo dello Sport (12.000 spett.) |

| Mosca 7 aprile 1973, ore 19:30 | Unione Sovietica | 6 – 1 (4-0; 2-1; 0-0) | Svezia | Palazzo dello Sport (12.000 spett.) |

| Mosca 8 aprile 1973, ore 16:00 | Cecoslovacchia | 4 – 1 (1-0; 2-0; 1-1) | Polonia | Palazzo dello Sport (10.000 spett.) |

| Mosca 8 aprile 1973, ore 19:30 | Unione Sovietica | 18 – 2 (9-1; 2-0; 7-1) | Germania Ovest | Palazzo dello Sport (10.000 spett.) |

| Mosca 9 aprile 1973, ore 16:00 | Svezia | 7 – 0 (1-0; 2-0; 4-0) | Polonia | Palazzo dello Sport (4.000 spett.) |

| Mosca 9 aprile 1973, ore 19:30 | Finlandia | 2 – 1 (0-0; 0-1; 2-0) | Germania Ovest | Palazzo dello Sport (4.000 spett.) |

| Mosca 10 aprile 1973, ore 16:00 | Cecoslovacchia | 3 – 3 (1-0; 1-2; 1-1) | Svezia | Palazzo dello Sport (12.000 spett.) |

| Mosca 10 aprile 1973, ore 19:30 | Unione Sovietica | 9 – 1 (3-0; 3-1; 3-0) | Finlandia | Palazzo dello Sport (12.000 spett.) |

| Mosca 11 aprile 1973, ore 16:00 | Cecoslovacchia | 7 – 2 (2-1; 3-0; 2-1) | Germania Ovest | Palazzo dello Sport (8.000 spett.) |

| Mosca 11 aprile 1973, ore 19:30 | Unione Sovietica | 20 – 0 (6-0; 5-0; 9-0) | Polonia | Palazzo dello Sport (14.000 spett.) |

| Mosca 12 aprile 1973, ore 16:00 | Svezia | 12 – 1 (2-1; 6-0; 4-0) | Germania Ovest | Palazzo dello Sport (8.000 spett.) |

| Mosca 12 aprile 1973, ore 19:30 | Polonia | 1 – 1 (0-1; 1-0; 0-0) | Finlandia | Palazzo dello Sport (4.000 spett.) |

| Mosca 13 aprile 1973, ore 16:00 | Svezia | 2 – 1 (0-1; 1-0; 1-0) | Finlandia | Palazzo dello Sport (12.000 spett.) |

| Mosca 13 aprile 1973, ore 19:30 | Cecoslovacchia | 2 – 4 (1-2; 0-1; 1-1) | Unione Sovietica | Palazzo dello Sport (14.000 spett.) |

| Mosca 14 aprile 1973, ore 19:30 | Polonia | 4 – 1 (1-1; 0-0; 3-0) | Germania Ovest | Palazzo dello Sport (14.000 spett.) |

| Mosca 15 aprile 1973, ore 14:00 | Cecoslovacchia | 8 – 0 (3-0; 0-0; 5-0) | Finlandia | Palazzo dello Sport (14.000 spett.) |

| Mosca 15 aprile 1973, ore 17:30 | Unione Sovietica | 6 – 4 (2-1; 2-2; 2-1) | Svezia | Palazzo dello Sport (12.500 spett.) |

| Pos. |                  | PG | V  | N | P | GF  | GS | DR  | Pt |
| 1.   | Unione Sovietica | 10 | 10 | 0 | 0 | 100 | 18 | +82 | 20 |
| 2.   | Svezia           | 10 | 7  | 1 | 2 | 53  | 23 | +30 | 15 |
| 3.   | Cecoslovacchia   | 10 | 6  | 1 | 3 | 48  | 20 | +28 | 13 |
| 4.   | Finlandia        | 10 | 3  | 1 | 6 | 24  | 39 | -15 | 7  |
| 5.   | Polonia          | 10 | 1  | 1 | 8 | 14  | 76 | -62 | 3  |
| 6.   | Germania Ovest   | 10 | 1  | 0 | 9 | 19  | 82 | -63 | 2  |

### Graduatoria finale
| Pos | Squadra          |
| --- | ---------------- |
|     | Unione Sovietica |
|     | Svezia           |
|     | Cecoslovacchia   |
| 4   | Finlandia        |
| 5   | Polonia          |
| 6   | Germania Ovest   |

| Promossa nel Gruppo A:   | Germania Est   |
| Retrocessa nel Gruppo B: | Germania Ovest |

| Campione del mondo di hockey su ghiaccio 1973 |
| Unione Sovietica 12º titolo                   |

| Pos | Squadra          | Formazione |
| --- | ---------------- | --- |
|     | Unione Sovietica | Vladislav Tret'jak, Aleksandr Sidělnikov, Valerij Vasil'ev, Aleksandr Gusev, Evgenij Paladjev, Gennadij Cygankov, Vladimir Lutčenko, Aleksandr Ragulin, Boris Michajlov, Vladimir Petrov, Valerij Charlamov, Aleksandr Martynjuk, Vladimir Šadrin, Aleksandr Jakušev, Jurij Lebeděv, Aleksandr Mal'cev, Aleksandr Bodunov, Vjačeslav Anisin, Aleksandr Volčkov |
|     | Svezia           | Christer Abrahamsson, Curt Larsson, William Löfqvist, Thommy Abrahamsson, Roland Bond, Arne Carlsson, Björn Johansson, Börje Salming, Lars-Erik Sjöberg, Karl-Johan Sundqvist, Inge Hammarström, Anders Hedberg, Stefan Karlsson, Tord Lundström, Ulf Nilsson, Ulf Sterner, Dan Söderström, Kjell-Arne Vikström, Håkan Wickberg, Dick Yderström, Mats Åhlberg  |
|     | Cecoslovacchia   | Jiří Holeček, Jiří Crha, Oldřich Machač, František Pospíšil, Jiří Bubla, Josef Horešovský, Milan Kužela, Karel Vohralík, Petr Adamík, Jan Klapáč, Jaroslav Holík, Jiří Holík, Jiří Kochta, Václav Nedomanský, Josef Paleček,Vladimír Martinec, Richard Farda, Bohuslav Šťastný, Ivan Hlinka, Jiří Novák                                                        |

### Riconoscimenti
Riconoscimenti individuali
| Premio             | Giocatore        |
| ------------------ | ---------------- |
| Miglior portiere   | Jiří Holeček     |
| Miglior difensore  | Valerij Vasil'ev |
| Miglior attaccante | Boris Michajlov  |

All-Star Team
| Attacco:  | Valerij Charlamov - Vladimir Petrov - Boris Michajlov |
| Difesa:   | Aleksandr Gusev - Börje Salming                       |
| Portiere: | Jiří Holeček                                          |

### Campionato europeo
Il torneo fu valido anche per il 51º campionato europeo. Il titolo continentale fu assegnato secondo una classifica che teneva conto solo degli scontri tra le squadre europee nel campionato mondiale; la vittoria andò per la quindicesima volta all'Unione Sovietica, vincitrice del titolo mondiale.
| Pos | Squadra          |
| --- | ---------------- |
|     | Unione Sovietica |
|     | Svezia           |
|     | Cecoslovacchia   |
| 4   | Finlandia        |
| 5   | Polonia          |
| 6   | Germania Ovest   |

## Campionato mondiale Gruppo B
Il Campionato mondiale di Gruppo B si disputò nella città di Graz, in Austria, dal 22 al 31 marzo 1973.
| Graz 22 marzo 1973 | Stati Uniti | 6 – 4 (2-2; 3-2; 1-0) | Giappone | Eisstadion Graz-Liebenau |

| Graz 22 marzo 1973 | Germania Est | 6 – 4 (3-1; 1-1; 2-2) | Jugoslavia | Eisstadion Graz-Liebenau |

| Graz 22 marzo 1973 | Svizzera | 4 – 3 (0-0; 2-1; 2-2) | Italia | Eisstadion Graz-Liebenau |

| Graz 22 marzo 1973 | Austria | 2 – 4 (0-1; 2-3; 0-0) | Romania | Eisstadion Graz-Liebenau |

| Graz 23 marzo 1973 | Jugoslavia | 6 – 6 (4-1; 1-4; 1-1) | Stati Uniti | Eisstadion Graz-Liebenau |

| Graz 23 marzo 1973 | Austria | 6 – 5 (0-3; 5-1; 1-1) | Italia | Eisstadion Graz-Liebenau |

| Graz 24 marzo 1973 | Romania | 3 – 0 (0-0; 1-0; 2-0) | Giappone | Eisstadion Graz-Liebenau |

| Graz 24 marzo 1973 | Germania Est | 8 – 5 (4-3; 1-0; 3-2) | Svizzera | Eisstadion Graz-Liebenau |

| Graz 25 marzo 1973 | Stati Uniti | 4 – 6 (1-1; 2-1; 1-4) | Germania Est | Eisstadion Graz-Liebenau |

| Graz 25 marzo 1973 | Italia | 2 – 5 (1-2; 0-2; 1-1) | Romania | Eisstadion Graz-Liebenau |

| Graz 25 marzo 1973 | Jugoslavia | 6 – 0 (3-0; 0-0; 3-0) | Svizzera | Eisstadion Graz-Liebenau |

| Graz 25 marzo 1973 | Austria | 2 – 4 (1-2; 0-1; 1-1) | Giappone | Eisstadion Graz-Liebenau |

| Graz 26 marzo 1973 | Stati Uniti | 11 – 0 (6-0; 3-0; 2-0) | Italia | Eisstadion Graz-Liebenau |

| Graz 26 marzo 1973 | Austria | 1 – 6 (0-2; 1-3; 0-1) | Jugoslavia | Eisstadion Graz-Liebenau |

| Graz 27 marzo 1973 | Giappone | 4 – 5 (1-3; 2-1; 1-1) | Svizzera | Eisstadion Graz-Liebenau |

| Graz 27 marzo 1973 | Germania Est | 4 – 2 (0-0; 0-1; 4-1) | Romania | Eisstadion Graz-Liebenau |

| Graz 28 marzo 1973 | Germania Est | 5 – 3 (1-0; 3-1; 1-2) | Giappone | Eisstadion Graz-Liebenau |

| Graz 28 marzo 1973 | Romania | 5 – 4 (1-3; 2-1; 2-0) | Svizzera | Eisstadion Graz-Liebenau |

| Graz 28 marzo 1973 | Jugoslavia | 8 – 4 (4-1; 3-3; 1-0) | Italia | Eisstadion Graz-Liebenau |

| Graz 28 marzo 1973 | Austria | 0 – 9 (0-1; 0-6; 0-2) | Stati Uniti | Eisstadion Graz-Liebenau |

| Graz 30 marzo 1973 | Stati Uniti | 6 – 3 (1-1; 3-1; 2-1) | Romania | Eisstadion Graz-Liebenau |

| Graz 30 marzo 1973 | Jugoslavia | 4 – 3 (2-1; 1-1; 1-1) | Giappone | Eisstadion Graz-Liebenau |

| Graz 30 marzo 1973 | Italia | 1 – 15 (0-3; 0-4; 1-8) | Germania Est | Eisstadion Graz-Liebenau |

| Graz 30 marzo 1973 | Austria | 8 – 4 (2-1; 4-1; 2-2) | Svizzera | Eisstadion Graz-Liebenau |

| Graz 31 marzo 1973 | Italia | 3 – 5 (1-0; 2-2; 0-3) | Giappone | Eisstadion Graz-Liebenau |

| Graz 31 marzo 1973 | Svizzera | 4 – 10 (2-1; 1-5; 1-4) | Stati Uniti | Eisstadion Graz-Liebenau |

| Graz 31 marzo 1973 | Jugoslavia | 2 – 2 (0-1; 2-0; 0-1) | Romania | Eisstadion Graz-Liebenau |

| Graz 31 marzo 1973 | Austria | 2 – 12 (1-4; 1-3; 0-5) | Germania Est | Eisstadion Graz-Liebenau |

| Pos. |              | PG | V | N | P | GF | GS | DR  | Pt |
| 1.   | Germania Est | 7  | 7 | 0 | 0 | 56 | 21 | +35 | 14 |
| 2.   | Stati Uniti  | 7  | 5 | 1 | 1 | 52 | 23 | +29 | 11 |
| 3.   | Jugoslavia   | 7  | 5 | 0 | 2 | 36 | 22 | +14 | 10 |
| 4.   | Romania      | 7  | 4 | 1 | 2 | 24 | 20 | +4  | 9  |
| 5.   | Austria      | 7  | 2 | 0 | 5 | 21 | 44 | -23 | 4  |
| 6.   | Giappone     | 7  | 2 | 0 | 5 | 23 | 28 | -5  | 4  |
| 7.   | Svizzera     | 7  | 2 | 0 | 5 | 26 | 44 | -18 | 4  |
| 8.   | Italia       | 7  | 0 | 0 | 7 | 18 | 54 | -36 | 0  |

| Promossa nel Gruppo A:   | Germania Est    |
| Retrocesse nel Gruppo C: | Svizzera Italia |

## Campionato mondiale Gruppo C
Il Campionato mondiale di Gruppo C si disputò nelle città di Geleen, L'Aia, Nimega, Rotterdam, Tilburg e Utrecht, nei Paesi Bassi, dal 9 al 18 marzo 1973.
| Nimega 9 marzo 1973 | Cina | 3 – 3 (0-1; 2-1; 1-1) | Danimarca |  |

| Utrecht 9 marzo 1973 | Ungheria | 9 – 0 (4-0; 3-0; 2-0) | Regno Unito |  |

| Tilburg 9 marzo 1973 | Norvegia | 4 – 3 (2-2; 0-0; 2-1) | Bulgaria |  |

| L'Aia 9 marzo 1973 | Paesi Bassi | 2 – 4 (0-2; 0-0; 2-2) | Francia |  |

| L'Aia 10 marzo 1973 | Cina | 3 – 3 (1-2; 1-1; 1-0) | Bulgaria |  |

| L'Aia 10 marzo 1973 | Francia | 3 – 1 (0-1; 1-0; 2-0) | Regno Unito |  |

| Utrecht 10 marzo 1973 | Norvegia | 14 – 2 (4-1; 5-0; 5-1) | Danimarca |  |

| Tilburg 10 marzo 1973 | Paesi Bassi | 5 – 3 (3-0; 2-2; 0-1) | Ungheria |  |

| L'Aia 12 marzo 1973 | Norvegia | 4 – 0 (1-0; 1-0; 2-0) | Cina |  |

| L'Aia 12 marzo 1973 | Bulgaria | 2 – 1 (1-1; 1-0; 0-0) | Danimarca |  |

| Tilburg 12 marzo 1973 | Ungheria | 7 – 1 (2-1; 1-0; 4-0) | Francia |  |

| Utrecht 12 marzo 1973 | Paesi Bassi | 13 – 3 (3-3; 5-0; 5-0) | Regno Unito |  |

| L'Aia 13 marzo 1973 | Francia | 6 – 3 (2-2; 2-1; 2-0) | Danimarca |  |

| L'Aia 13 marzo 1973 | Norvegia | 11 – 3 (5-1; 5-1; 1-1) | Regno Unito |  |

| Utrecht 13 marzo 1973 | Ungheria | 9 – 6 (2-0; 4-3; 3-3) | Cina |  |

| Tilburg 13 marzo 1973 | Paesi Bassi | 8 – 5 (1-2; 4-1; 3-2) | Bulgaria |  |

| Tilburg 15 marzo 1973 | Cina | 2 – 1 (1-0; 0-0; 1-1) | Francia |  |

| Tilburg 15 marzo 1973 | Bulgaria | 9 – 2 (3-0; 2-1; 4-1) | Regno Unito |  |

| Geleen 15 marzo 1973 | Norvegia | 6 – 0 (1-0; 3-0; 2-0) | Ungheria |  |

| Rotterdam 15 marzo 1973 | Paesi Bassi | 14 – 0 (6-0; 6-0; 2-0) | Danimarca |  |

| Tilburg 16 marzo 1973 | Norvegia | 8 – 3 (1-3; 4-0; 3-0) | Francia |  |

| Nimega 16 marzo 1973 | Ungheria | 5 – 1 (3-1; 0-0; 2-0) | Bulgaria |  |

| L'Aia 16 marzo 1973 | Regno Unito | 8 – 8 (4-1; 1-4; 3-3) | Danimarca |  |

| Rotterdam 16 marzo 1973 | Paesi Bassi | 7 – 0 (1-0; 2-0; 4-0) | Cina |  |

| Rotterdam 17 marzo 1973 | Cina | 7 – 1 (2-0; 2-1; 3-0) | Regno Unito |  |

| Utrecht 18 marzo 1973 | Bulgaria | 6 – 5 (4-1; 0-3; 2-1) | Francia |  |

| Rotterdam 18 marzo 1973 | Ungheria | 11 – 5 (3-1; 6-1; 2-3) | Danimarca |  |

| L'Aia 18 marzo 1973 | Paesi Bassi | 3 – 6 (1-2; 1-2; 1-2) | Norvegia |  |

| Pos. |             | PG | V | N | P | GF | GS | DR  | Pt |
| 1.   | Norvegia    | 7  | 7 | 0 | 0 | 53 | 14 | +39 | 14 |
| 2.   | Paesi Bassi | 7  | 5 | 0 | 2 | 52 | 21 | +31 | 10 |
| 3.   | Ungheria    | 7  | 5 | 0 | 2 | 44 | 24 | +20 | 10 |
| 4.   | Bulgaria    | 7  | 3 | 1 | 3 | 29 | 28 | +1  | 7  |
| 5.   | Cina        | 7  | 3 | 0 | 4 | 21 | 28 | -7  | 6  |
| 6.   | Francia     | 7  | 3 | 0 | 4 | 23 | 29 | -6  | 6  |
| 7.   | Danimarca   | 7  | 1 | 0 | 6 | 22 | 58 | -36 | 2  |
| 8.   | Regno Unito | 7  | 0 | 1 | 6 | 18 | 60 | -42 | 1  |

| Promosse nel Gruppo B:   | Norvegia Paesi Bassi |
| Retrocesse dal Gruppo B: | Svizzera Italia      |